# 近鉄モト51形電車

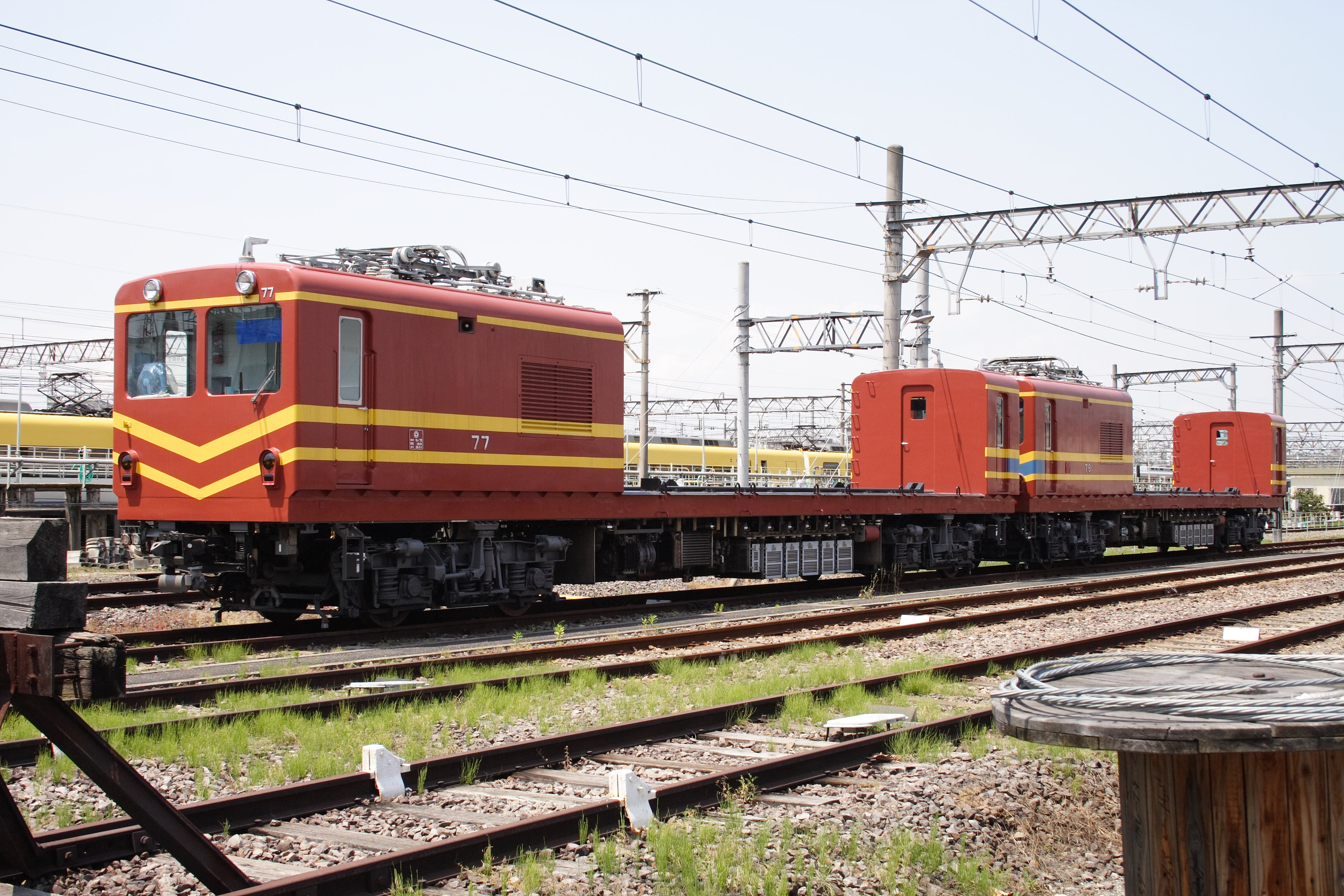
モト75形77・78
大阪市交通局形密着連結器を装着する側の妻面を向かい合わせにして連結している。こちらの妻面に識別用として水色の帯が入れられていることに注目。

近鉄モト51形電車（きんてつモト51がたでんしゃ）は近畿日本鉄道が製造した事業用電車の1形式である。
改番や改造を経てモト75形として2両が現存する。

## 概要
1969年9月21日に実施された、奈良・橿原・京都線の架線電圧昇圧工事に際し、従来これらの各線で使用されていた無蓋電動貨車のモト50形51 - 55、モト60形61・モト70形71の各形式は機器・車体共に老朽化が著しく、またモト50形はそもそも機器が昇圧工事に耐えられなかったこともあって、同日付で休車の後で全車廃車となった。
しかし無蓋電動貨車には交換用レールの輸送など保線用としての需要があったことから、これらに代わる車両の製造が求められた。そこで、やはり昇圧に伴い廃車となったモ430形（旧奈良電気鉄道デハボ1000形）モ449・451 - 453の4両の電装品や台車と車籍を流用し、機器を直流1,500V対応に改造した上で新設計の車体に搭載したモト51 - 54の4両が同年に近畿車輛で製造された。
これらは以下の2種に区分される。
- モト51・53

主制御器と菱枠パンタグラフを搭載し奈良寄りに運転台を備える、片運転台式の制御電動貨車(Mc)。
- モト52・54

電動発電機や空気圧縮機を搭載し上本町寄りに運転台を備える、片運転台式の制御電動貨車(M'c)。
これらはモト51-モト52、モト53-モト54、と奇数番号車と偶数番号車を背中合わせに永久連結し、偶数番号車に電動発電機や空気圧縮機を集約搭載、さらに奇数番号車に搭載した主制御器1基で偶数番号車を含む2両分8基の主電動機を一括制御する1C8M制御としているため、1両ずつに分割して使用することができない構造である。
| モト51 | モト52 |
| Mc     | M'c    |

| モト53 | モト54 |
| Mc     | M'c    |

## 車体
一端に全溶接構造の乗務員室を設置する平床構造の全金属製車体を備える。橿原線の建築限界拡大以前の設計であることから全長18,720mm、最大幅2,590mmと奈良線中型車に近い寸法となっている。
乗務員室は運転台側妻面を切妻の2枚窓構成とするなど、先行するモト2720形に類似の設計を採用しているが、約10年の設計時期の差を反映して、同時期設計の奈良線向け通勤車である8000系の影響を受けてやや丸みを帯びたデザインとなり、また前照灯や尾灯も白熱電球1灯による前照灯に外付け式の尾灯、という従来通りの構成であったモト2720形とは異なり、8000系と共通のシールドビーム2灯+標識灯内蔵型尾灯2セット、という近代的な構成となっている。
車体は台枠上に、その幅からはみ出すようにして搭載されており、また台枠にはトラス棒が設置されていない。
なお、乗務員室はモト51・53のものについて奥行きを長くして1段下降式の側窓3枚を備える添乗作業員室を設置し、屋根上に東洋電機製造PT-42菱枠パンタグラフを搭載する。これに対し、モト52・54は乗務員室部が短くコンパクトにまとめられており、パンタグラフは搭載されていない。そのため奇数番号車と偶数番号車で添乗作業員室の分だけ積載最大荷重に差があり、モト51・53が13t、モト52・54が15tとなっている。
荷台部分には背の低い鋼製あおり戸が設置されており、モト51・52は電動クレーンを荷台に設置している。

## 主要機器
前述の通り、主に昇圧工事の実施で廃車となった旧奈良電気鉄道デハボ1000形であるモ430形449・451-453の発生品を流用している。

### 主電動機
端子電圧500V時定格出力75kW、定格回転数757rpmの東洋電機製造TDK-520Sを吊り掛け式で各台車に2基ずつ計4基装架する。

### 主制御器
奈良線全域で運用することから抑速発電ブレーキの搭載が求められ、600系（初代）の昇圧改造工事で用意されたのと共通の三菱電機ABF電動カム軸制御器を搭載する。

### ブレーキ
制御器による抑速電制と共に、A動作弁によるAMA自動空気ブレーキ（Aブレーキ）を搭載する。

### 台車
ボールドウィンA形に由来する住友製鋼所84A-34-BC3釣り合い梁式台車を装着する。

## 運用

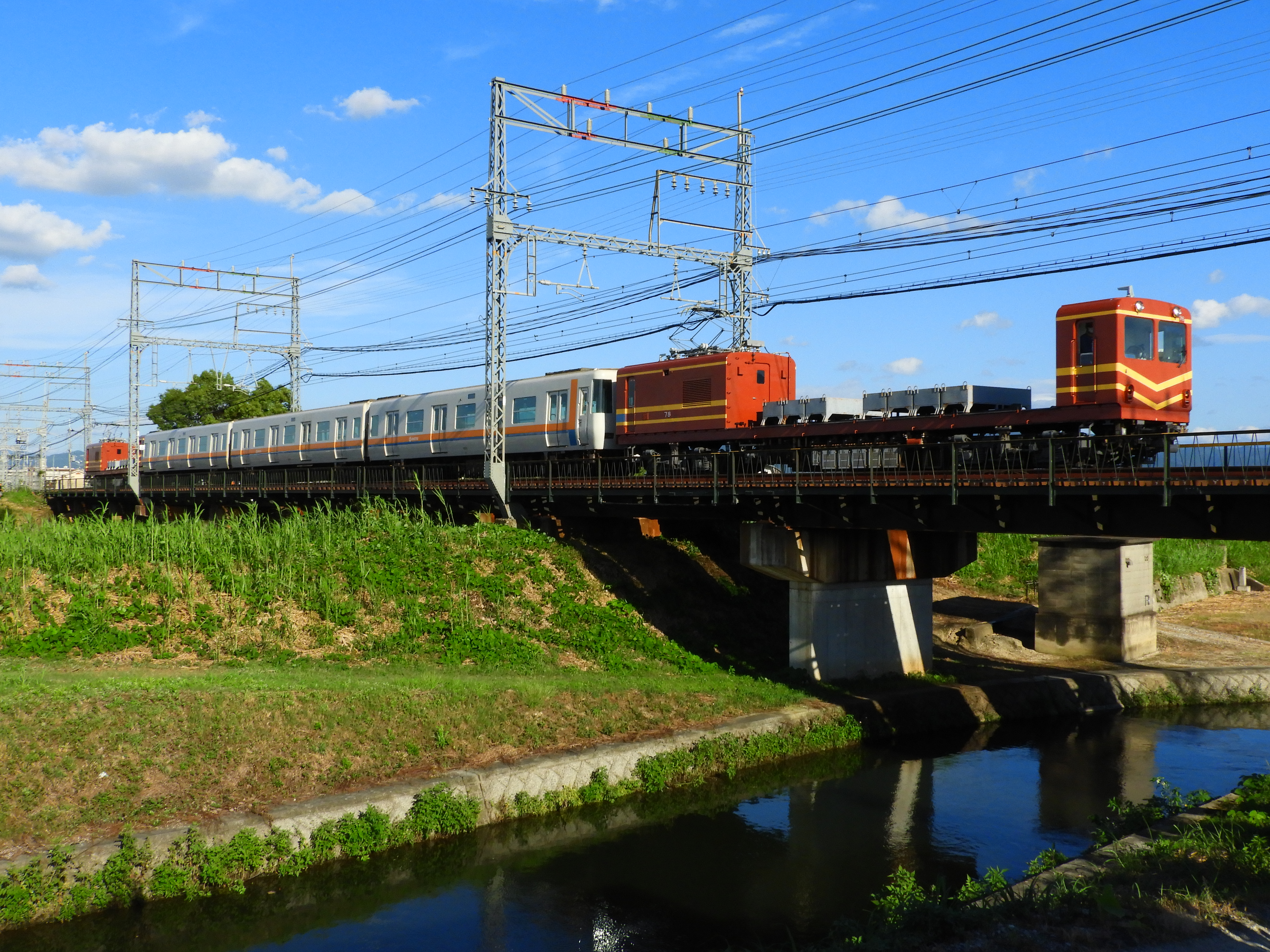
7020系を五位堂研修車庫へ回送するのに牽引貨車として使用されるモト75形
（大阪線 松塚駅 - 真菅駅間）

奈良・橿原・京都の各線で使用する保線用車両として、新製以来2両1組でレール運搬などに使用された。
1971年には、以下のとおり改番が実施された。
- モト51 - 54 → モト75形75 - 78

また、主電動機が老朽化したことや、保守の都合などから1970年代中盤に台車と主電動機を600系（初代）からの廃車発生品である住友金属工業KS-33Lと三菱電機MB-213AFへ交換されている。
1985年には廃車となったモ1470形の機器を流用して高性能車化が図られ、これに伴い台車はシュリーレン式の近畿車輛KD-36、主電動機はWNドライブ対応の三菱電機MB-3028-A2へ交換された。もっともブレーキについては基礎ブレーキ装置が台車シリンダー式となったために中継弁併用とされたものの、弁装置そのものは従来通りのA動作弁によるAMA-RL自動空気ブレーキが引き続き搭載された。
モト75・76は名古屋線へ転属したものの1991年に廃車となり、モト77・78が西大寺検車区配置のレール運搬用として残されるのみとなった。
だが、1998年にそれまで近鉄東大阪線用7000系を車両検査のために東花園検車区東生駒車庫から大和西大寺・橿原神宮前を経由して五位堂検修車庫まで回送・返却する際に牽引用として使用されてきたモワ11・12（2代目）が老朽化し廃車となったため、モト77・78を大改装してこれの代替に充てることとなった。
この転用に伴う主な改造点は以下のとおり。
- 台枠の大幅補強による積載最大荷重引き上げ[7]と荷台側面の鋼製あおり戸を撤去。
- 制御器を2400系廃車発生品である多段電動カム軸式の三菱電機ABFM-214-15MDHへ交換、これに伴い1C4M制御の両運転台式単独電動車へ機器構成を変更。
- 両運転台式単独電動車への変更に伴う、モト77への追加運転台の搭載と既存運転台後方の作業員室の機器室への変更、側窓の廃止および機器用ルーバーの設置、モト78へのこれに準じた機器室付き運転台の新製搭載と東洋電機製造PT-42パンタグラフの搭載。
- 主電動機を2400系からの発生品である三菱電機MB-3110-A[8]へ交換。
- ブレーキシステムをAMA-RL自動空気ブレーキからHSC-D発電ブレーキ併用電磁直通ブレーキへ変更[9]。
- 台車を2400系からの発生品である、ボルスタアンカー付きでシュリーレン式の近畿車輛KD-60へ交換。
- 2両のそれぞれ1位側と2位側連結器を大阪市交通局形密着連結器へ交換し、それぞれ反対側を電気連結器付き密着連結器へ交換。これに伴い、識別用として大阪市交通局形密着連結器装着側妻面に水色の帯を追加。

これにより、モト77・78は流用部品が大半を占めるとはいえ、ほとんどの部品を交換し車体にも大きく手を入れるという新造に近い大改造が実施され、車体の長いモト90形97・98に匹敵する強力電動貨車となった。また、外観はモト77とモト78で大阪市交通局形密着連結器の装着位置が反対である以外はほぼ完全に同一形状となった。
なお、7000・7020系の回送の際には以下のようにこれら2両の電気連結器付き廻り子式密着連結器が編成の外側に出るように組成し、7000・7020系6両編成を3両ずつに分割して挟み込み、牽引力を確保するために荷台に死重となるブロックを複数積載した状態で運転される。
| モト77 | ク7600形 | モ7500形 | モ7400形 | モト78 |
| Mc     | Tc       | M        | M        | Mc     |

| モト77 | サ7300形 | モ7200形 | ク7100形 | モト78 |
| Mc     | T        | M        | Tc       | Mc     |

| モト77 | ク7620形 | モ7520形 | モ7420形 | モト78 |
| Mc     | Tc       | M        | M        | Mc     |

| モト77 | サ7320形 | モ7220形 | ク7120形 | モト78 |
| Mc     | T        | M        | Tc       | Mc     |

以上のような経緯を経て、モト75・76は廃車となったがモト77・78の2両は現存し、電気的な規格が異なるために奈良・橿原・大阪の各線を自力走行できない7000・7020系の五位堂検修車庫での定期検査に欠くべからざる車両として運用されている。
なお、モト77・78は機器・車体共に既に元の姿を全くとどめていないが、「デハボ」の形式称号を冠した奈良電気鉄道引き継ぎ車の車籍を継承する、現存最後の車両である。2019年4月1日現在の配置検車区は西大寺検車区。